# پچ (مجارستان)
پچ (به مجاری: Pécs) یکی از شهرهای مجارستان است که در جنوب غربی این کشور قرار گرفته‌است. نام رومی این شهر سوپیانه و تاریخ بنیان‌گذاری آن سالهای آغاز سده دوم میلادی است. جمعیت شهر پچ در سال ۲۰۰۷ برابر ۱۵۶٫۶۴۹ نفر بوده‌است. پچ پنجمین شهر بزرگ کشور مجارستان است. شیراز از ۱۰ مه ۲۰۱۶ با این شهر خواهرخوانده می‌باشد.

## نگارخانه

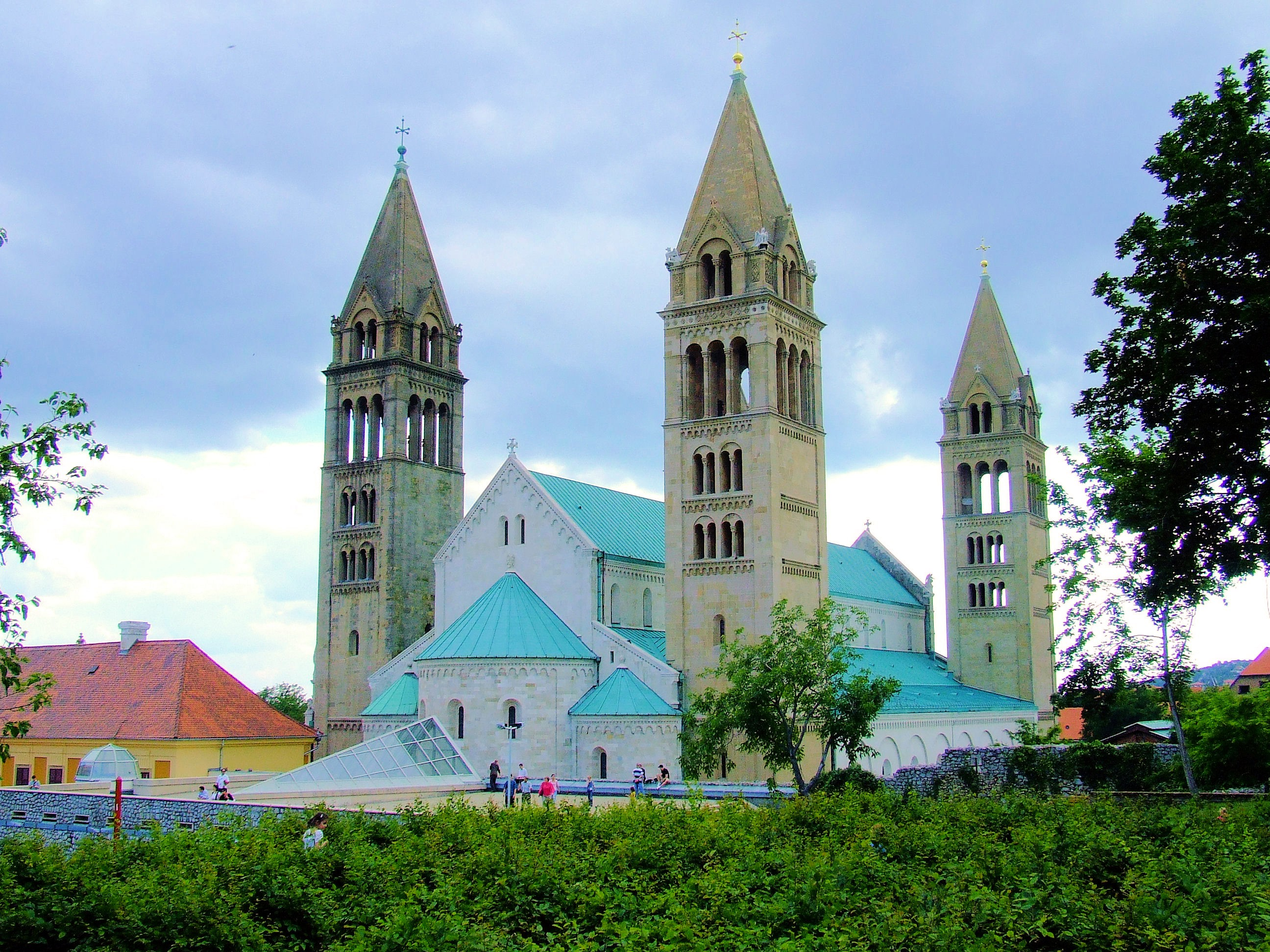
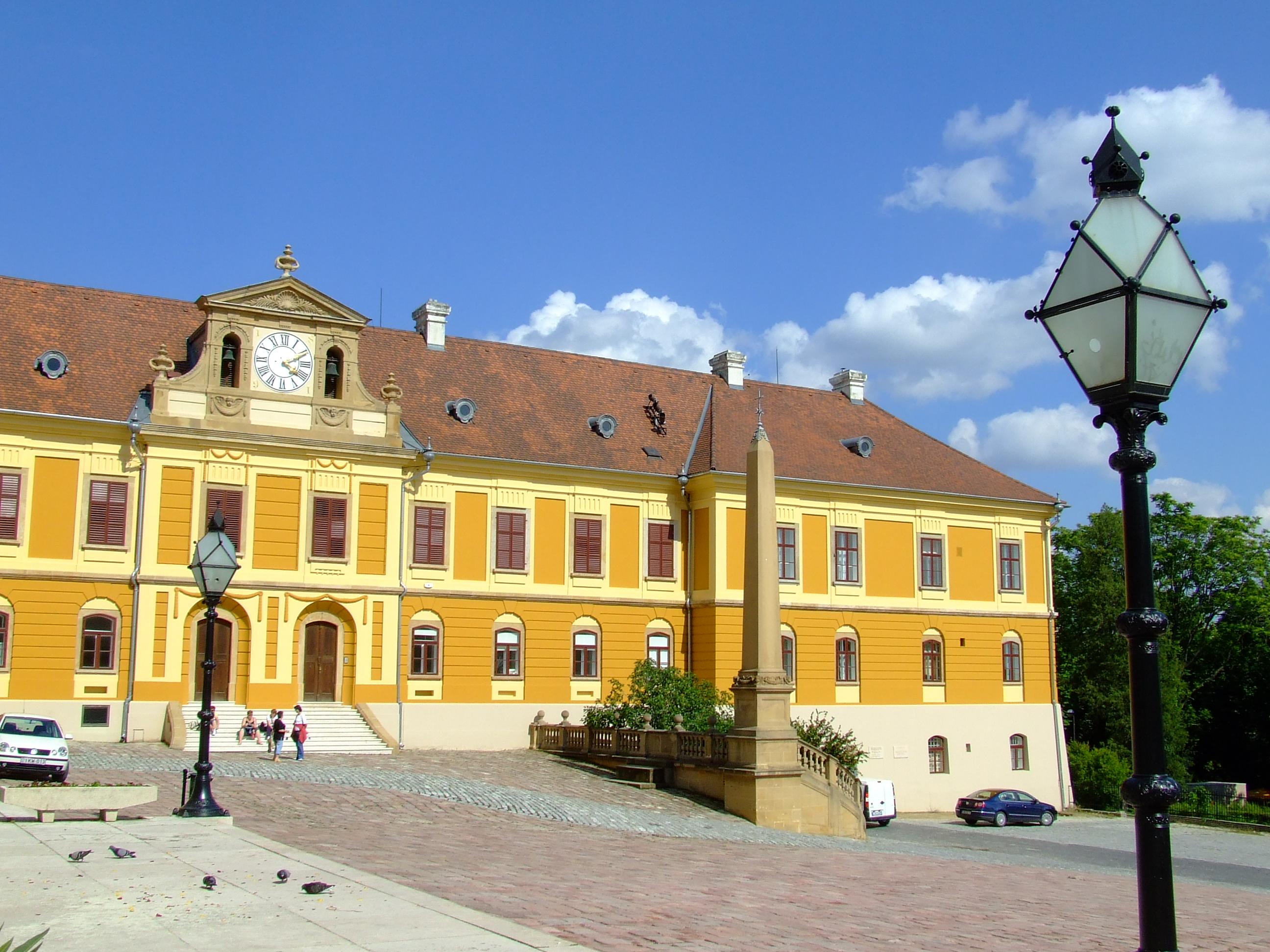
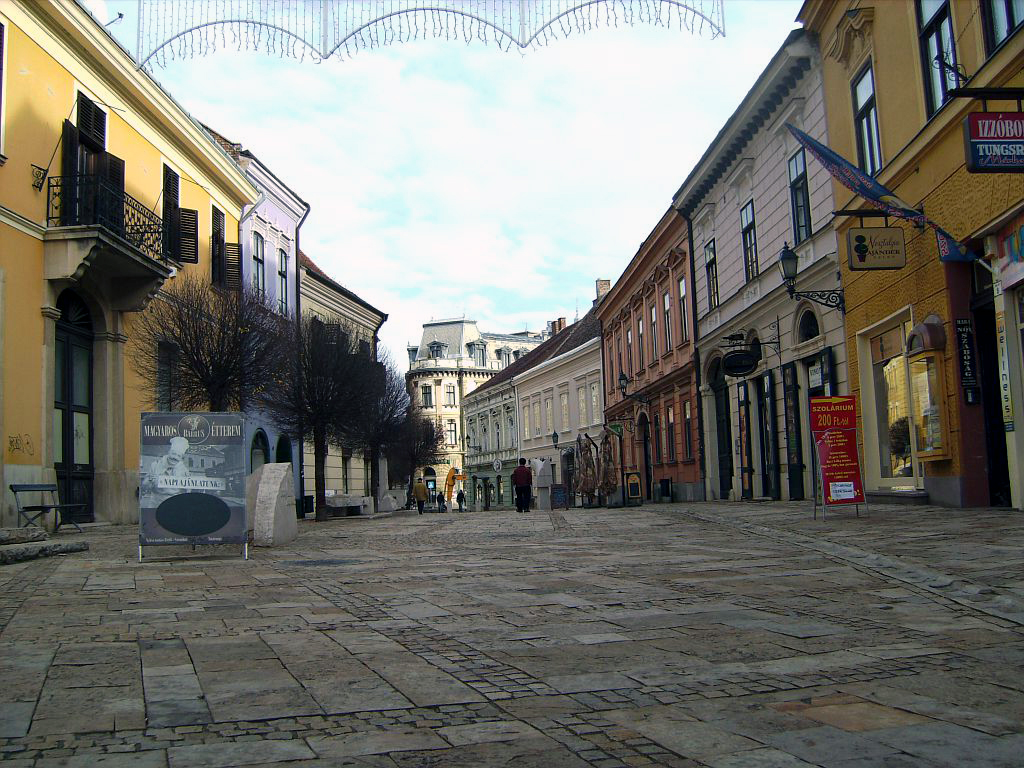
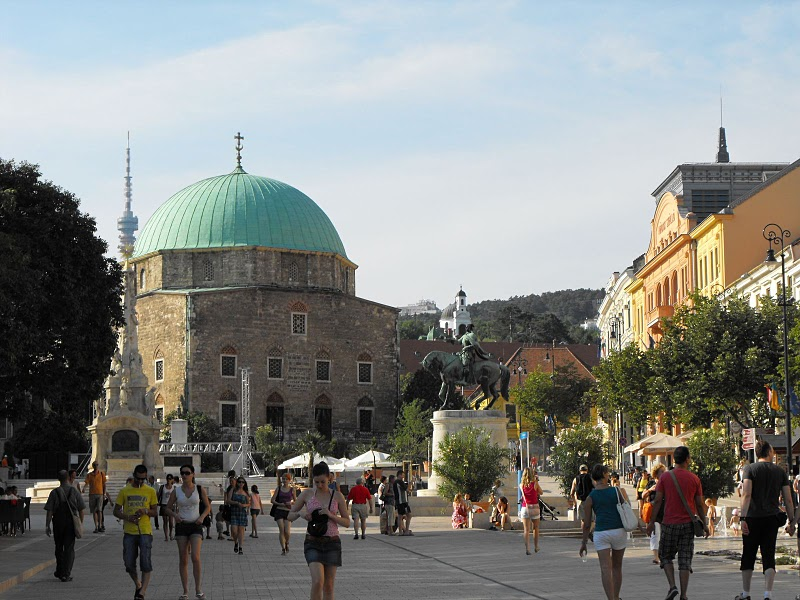
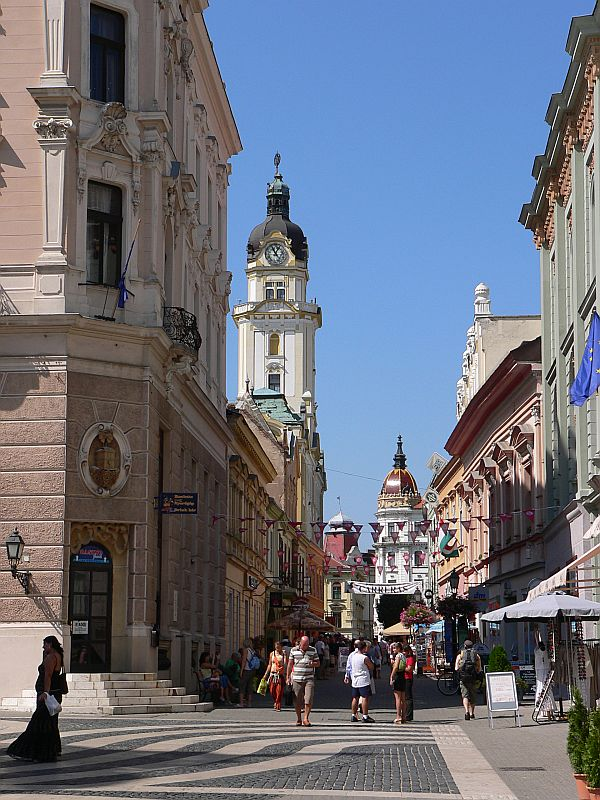
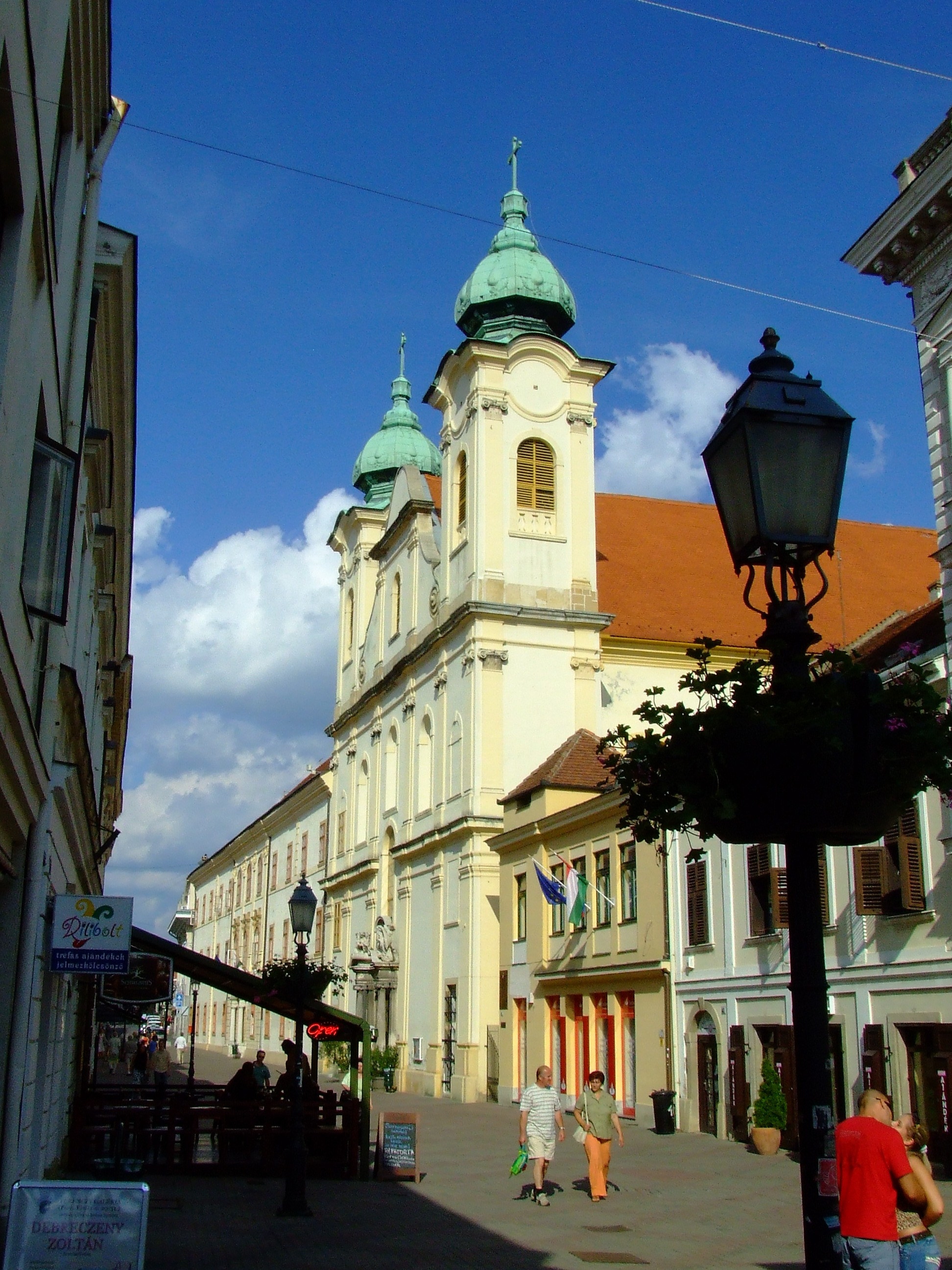
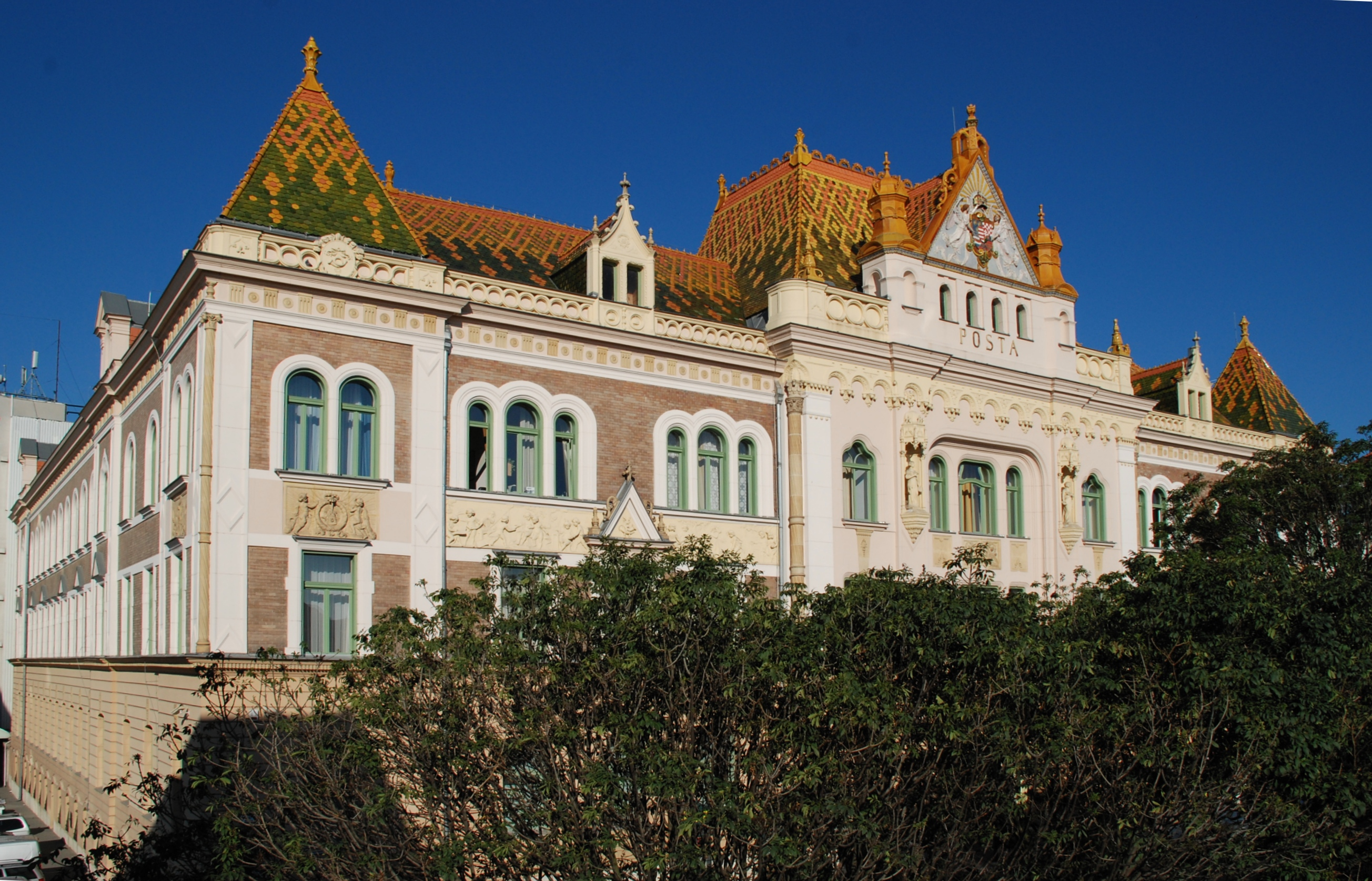
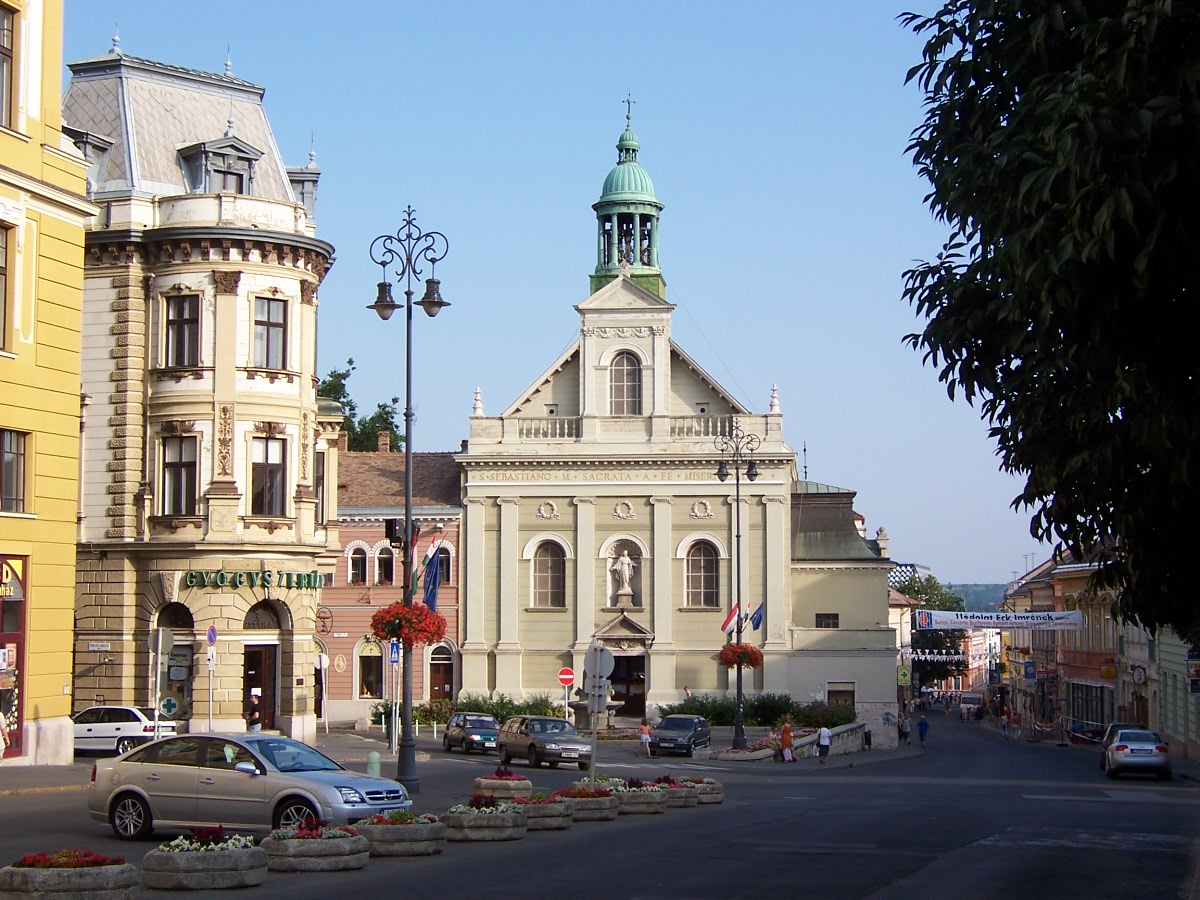
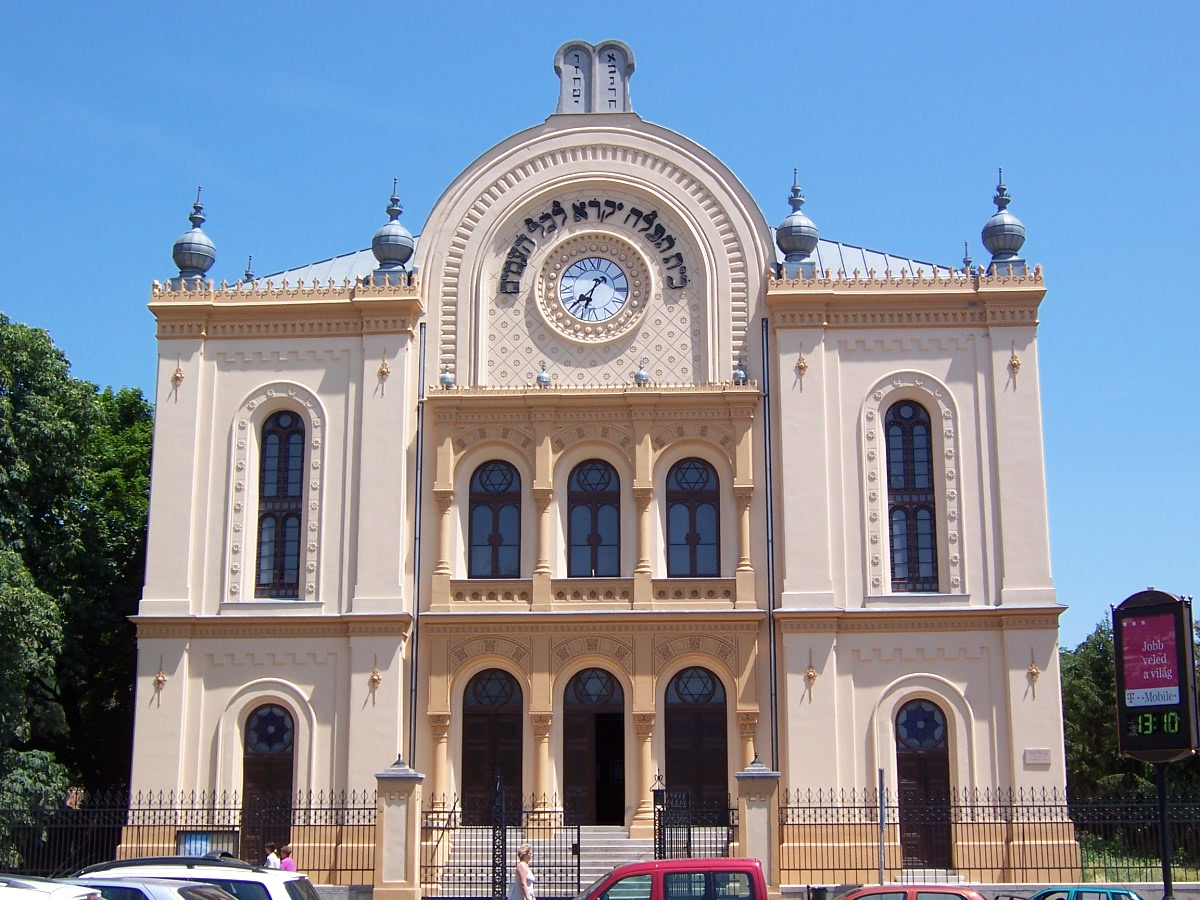
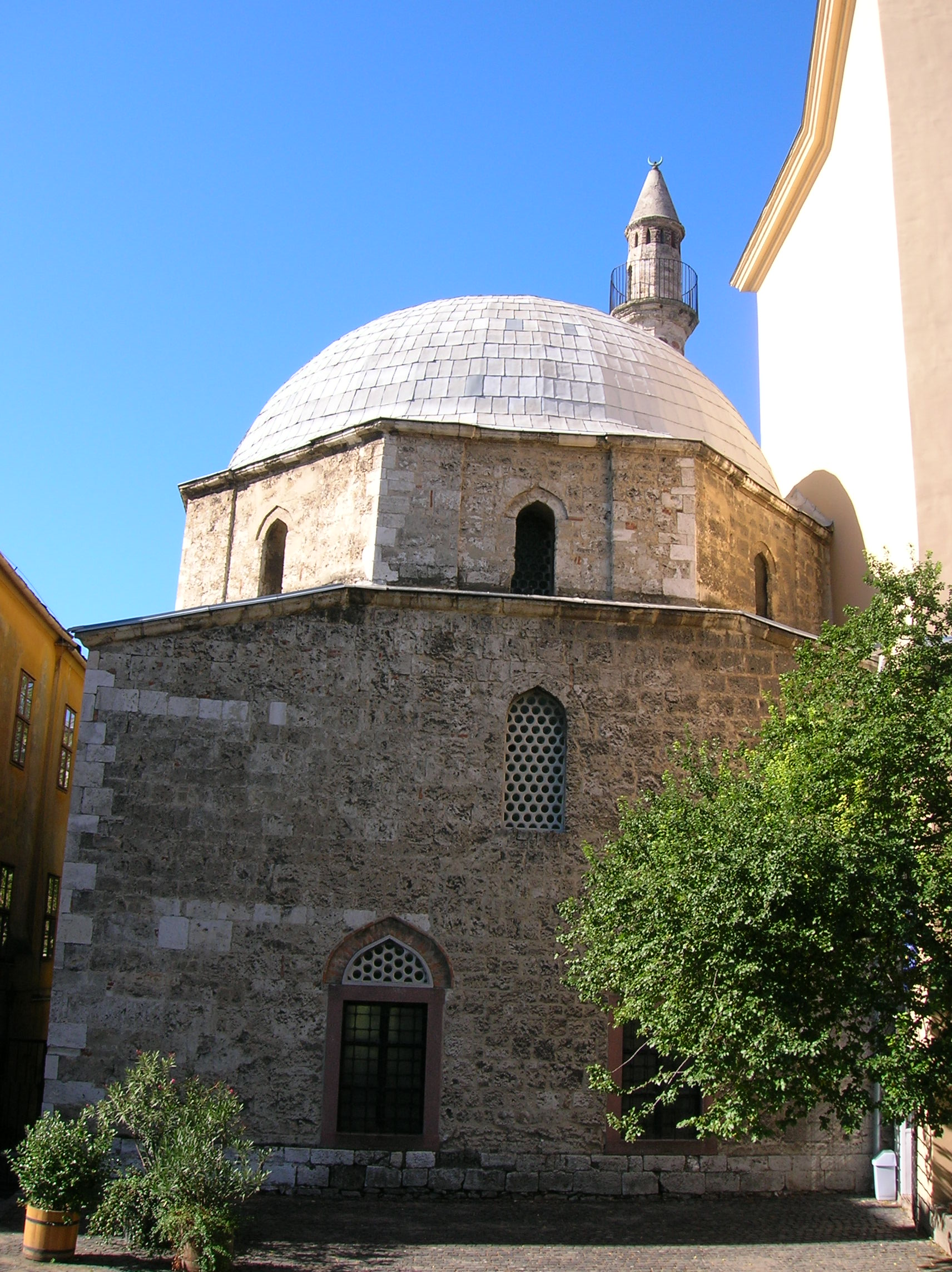
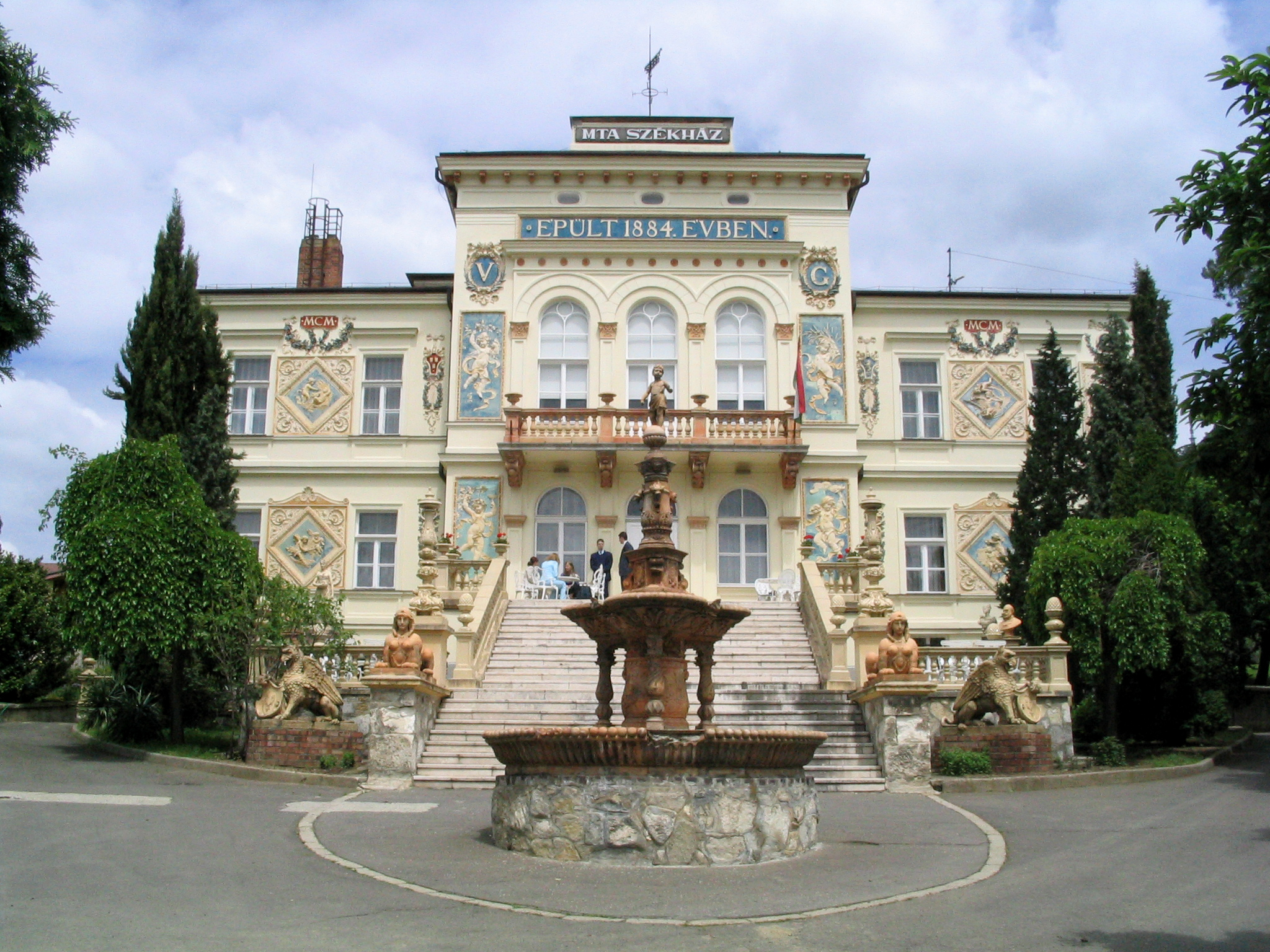